# Qods Mohajer 10
Le Qods Mohajer 10 ( persan : مهاجر ۱۰) est un drone de combat iranien dévoilé en 2023. Il a une portée opérationnelle de 2 000 km, sa cellule a une ressemblance visuelle avec le MQ-9 Reaper. Il a une capacité de durée de vol de 24 heures et peut transporter jusqu'à 300 kg de fret, y compris des munitions et des équipements électroniques. Il a été officiellement dévoilé en août 2023, en présence du président de la République iranienne Ebrahim Raisi et du ministre de la Défense, le général de brigade Mohammad-Reza Gharaei Ashtiani.
Lors de la cérémonie de présentation, le Mohajer 10 était équipé de 6 munitions air-sol ; le missile Almas, la bombe Ghaem et la bombe planante Dastvareh/Arman-1.
Mohajer 8 est censé être une version améliorée de Mohajer 6 qui a été opéré dans différents pays comme l'Irak, la Syrie et l'Ukraine. Le drone aurait été développé sur la base des demandes de la Marine du CGRI, des Forces terrestres de CGRI et des Forces terrestres de l'armée iranienne,. Mohajer 9 et 7 sont en cours de développement et aucune information n'a été publiée à leur sujet.

## Description
Sa capacité de carburant est de 450 litres. Sa vitesse est de 210 km/h. Il peut atteindre jusqu'à 7 km d'altitude.
Selon l'IRNA, le Mohajer 10 est équipé de capacités de surveillance et de guerre électronique, il est capable de voler à des vitesses allant jusqu'à 130 mph et peut transporter plusieurs types d'armement avec une charge utile maximale de bombes de plus de 650 livres. 

## Voir également
- HESA Shahed-129
- IAIO Fotros
- Kaman 22
- HESA Saegheh-2